# Augusto César Pires de Lima
Augusto César Pires de Lima ComIP (Santo Tirso, São Tiago de Areias, 29 de Agosto de 1883 – Caldas da Saúde, 21 de Dezembro de 1959) foi um professor liceal, etnógrafo e filólogo. Licenciado em Direito, dedicou-se ao ensino e à investigação histórica e etnográfica, campo em que se destacou.

## Biografia
Nasceu no lugar de São Tiago de Areias, Santo Tirso, no seio duma abastada família de lavradores. Os de Lima são descendentes por linha feminina de D. Leonel de Lima, 1.° Visconde de Vila Nova de Cerveira, e de sua mulher D. Filipa da Cunha.
Aos 15 anos partiu para Coimbra, cidade onde completou o ensino secundário, matriculando-se seguidamente no cursos de Direito da Faculdade de Direito da Universidade de Coimbra. Enquanto aluno, coligiu em conjunto com o colega A. Dinis da Fonseca, as lições do Prof. António Henriques da Silva sobre "Sociologia Criminal e Direito Penal - lições ao ano lectivo de 1904-1905", publicado na Imprensa da Universidade, em Coimbra.
Concluiu a sua formatura em Direito no ano de 1905, mas optou por uma carreira de professor liceal, embora mantendo a advocacia como ocupação secundária. A sua primeira colocação foi em Vila Real, em cujo Liceu leccionou entre 1906 e 1914. Naquela cidade, para além da docência liceal, exerceu advocacia e foi activo na vida social local.
Em 1914 obteve transferência para a cidade do Porto, cidade onde se manteria o resto da sua vida profissional. Foi inicialmente professor do Liceu Central do Porto, transitando seguidamente para o ensino técnico ao ser colocado na Escola Comercial Oliveira Martins, depois na Escola Comercial de Mouzinho da Silveira e, finalmente, na Escola do Infante D. Henrique, em Cedofeita, de que foi director.
Para além da sua actividade docente no ensino liceal e técnico, foi professor de Literatura Portuguesa no Centro de Estudos Humanísticos do Porto e manteve intensa actividade de investigação e edição nos campos da literatura, da filologia e da etnografia, obtendo nesta última área particular destaque.
Em colaboração com a Renascença Portuguesa, preparou a edição de obras de autores portugueses, entre os quais Gil Vicente, destinadas especificamente ao público escolar. Nessas edições foram incluídas algumas das obras cuja leitura era então requerida nas escolas dos diversos graus de ensino. Também seleccionou e editou textos de diversos autores para inclusão nos livros de leitura destinados ao ensino primário, secundário e técnico, sendo autor de várias selectas com amplo uso ao tempo. Também se encontra colaboração da sua autoria na revista Prisma (1936-1941).
Contudo, foi no campo da etnografia que Pires de Lima granjeou um lugar de destaque entre a intelectualidade portuguesa da primeira metade do século XX. Essa posição resulta dos seus estudos sobre as tradições e as formas de vida tradicionais da região entre os rios Douro e Minho, com destaque para o estudo da etnografia do Minho.
Com o renascer do regionalismo enquanto movimento cultural, a partir de 1938 passou a colaborar com a Junta de Província do Douro Litoral, que integrou durante quase duas décadas, presidindo à Comissão de Etnografia e História. Nessas funções dirigiu a edição do Boletim Douro Litoral, o periódico da instituição, no qual publicou parte fundamental da sua obra.
Também no contexto da sua colaboração com a Junta de Província, liderou a criação e instalação do Museu de Etnografia e História do Douro Litoral, de que foi o primeiro director, cargo em que foi sucedido por seu sobrinho Fernando de Castro Pires de Lima.
Deixou uma vasta obra publicada, com mais de uma centena de trabalhos sobre etnografia, filologia e historiografia, a que se juntam cerca de três centenas de artigos sobre temas agrícolas e outros de âmbito regionalista. No campo da etnografia, os seus trabalhos incidiram sobre os jogos e canções infantis (1918), as lendas (1919) e as adivinhas (1943). Um dos seus trabalhos mais marcantes foi o estudo do Cancioneiro Popular de Vila Real (1924-1928), socorrendo-se para isso das recolhas de Luís Esteves Aguiar. Também merece destaque o seu estudo das tradições de Santo Tirso, publicado entre 1914 a 1921 na Revista Lusitana, em particular a análise comparada dos costumes e tradições populares, em especial a temática da medicina popular, da região tirsense.
Parte importante da sua obra etnográfica foi reunida na monografia Estudos Etnográficos, Folclóricos e Históricos, publicada em seis volumes entre 1947 a 1951 sob a égide da Junta de Província do Douro Litoral.
Foi Presidente do Futebol Clube do Porto em 1940. De 1943 a 1944 foi o 10.° Presidente da Federação Portuguesa de Futebol.
A 2 de Março de 1957 foi feito Comendador da Ordem da Instrução Pública.
Faleceu nas Caldas da Saúde, um lugar da sua terra natal, no ano de 1959. O seu nome é lembrado como patrono de uma das escolas do Porto, a Escola E B 2, 3 Doutor Augusto César Pires de Lima, em Bonfim.